# Eriomastyx latus
Eriomastyx latus là một loài bướm đêm thuộc phân họ Arctiinae, họ Erebidae.